# Desmosoma
Desmosoma är ett släkte av kräftdjur som beskrevs av Georg Ossian Sars 1864. Desmosoma ingår i familjen Desmosomatidae.

## Dottertaxa tillDesmosoma, i alfabetisk ordning[1][2]
- Desmosoma acutus
- Desmosoma affine
- Desmosoma antarcticum
- Desmosoma anversense
- Desmosoma atypicum
- Desmosoma auritum
- Desmosoma australis
- Desmosoma brevicauda
- Desmosoma brevipes
- Desmosoma coalescum
- Desmosoma dolosus
- Desmosoma elegans
- Desmosoma elongatum
- Desmosoma filipes
- Desmosoma funalis
- Desmosoma gigantea
- Desmosoma hesslera
- Desmosoma latipes
- Desmosoma lineare
- Desmosoma lobipes
- Desmosoma modestum
- Desmosoma neomana
- Desmosoma ochotense
- Desmosoma puritanum
- Desmosoma renatae
- Desmosoma rotundus
- Desmosoma serratum
- Desmosoma similipes
- Desmosoma strombergi
- Desmosoma tetarta
- Desmosoma thoracicum
- Desmosoma tyrrhenicum
- Desmosoma zenkevitschi